# Enveloppe brune
Dans le journalisme, l’enveloppe brune, ou enveloppe kraft, désigne un type de corruption qui consiste à verser de l’argent liquide à un journaliste dans le but d’orienter sa couverture médiatique.

## Origine
L’origine du terme anglais « brown envelope » est incertaine, mais elle vient probablement d’Afrique de l'Ouest. Le terme fait référence au fait que l’argent est souvent donné aux journalistes dans des enveloppes brunes.
Les pays africains anglophones utilisent aussi les euphémismes « journalisme d’extra » (« bonus journalisme »), « graisser la patte » (« oiling hands »), « journalisme de cocktail » (« cocktail journalism »). En Tanzanie, la « prime d’assoiement » (« sitting fee ») désigne la prime versé par les organisateurs d’évènements pour inciter les journalistes à venir et à rester jusqu’à la fin. En Éthiopie, la « taxe sainte » (« blessing fee ») désigne la pratique équivalente quand l’Église orthodoxe est impliquée.

## Pratiques

### Éthiopie
En Éthiopie, les journalistes de la chaîne de télévision EBC, détenue par le gouvernement, acceptent les enveloppes brunes pour compenser leurs faibles salaires.

### Nigeria
Au Nigeria, les « enveloppes brunes » sont courantes et acceptées. La pratique est tellement répandue que les journalistes qui les refusent sont vus comme exclus ou moralisateurs par rapport à leurs collègues. Ce type de corruption touche toutes les formes de publications : blogs, magazines et journaux, ainsi que la radio et la télévision. Il permet aux journalistes de compenser leurs salaires, faibles ou payés en retard.

### Rwanda
Au Rwanda, la pratique est difficilement évitable à cause des bas salaires, même si des acteurs comme Radio Rwanda augmentent les salaires et punissent le fait d’accepter une « enveloppe brune » d’un licenciement immédiat.